# Agapetus delicatulus
Agapetus delicatulus là một loài Trichoptera trong họ Glossosomatidae. Chúng phân bố ở miền Cổ bắc.